# Monte Irulegui
El monte Irulegui o peña Laquidáin es un monte de 893 m de altitud de la sierra de Aranguren situada en la zona denominada valle prepirenaico, entre los Pirineos y el río Ebro, a las puertas orientales de la comarca geográfica conocida como Cuenca de Pamplona. Desde la cima del Irulegui se domina la cuenca de Pamplona, así como el camino que desde Idoate comunicaba Izagaondoa con el valle. En días despejados se ven los Pirineos. La cima está situada en el municipio de la localidad navarra de Laquidáin en el Valle de Aranguren en España. 
El la cima del Irulegui se alza el castillo del mismo nombre y a su lado está el yacimiento de la Edad del Hierro y de la Edad del Bronce donde en las excavaciones realizadas a partir de 2020 se halló la llamada  mano de Irulegui.

## Topónimo
En tiempos recientes, ha sido conocido de forma local simplemente como El Monte. En mapas cartográficos históricos, hasta finales de los años ochenta del siglo XX, podemos encontrarlo bajo la denominación de Laquidáin. En textos históricos ha sido también citado ocasionalmente como Alto de Laquidáin o Peña de Laquidáin. Sin embargo, actualmente el nombre oficial de este monte es el nombre antiguo Irulegi, en vasco (que se suena como "irulegui"), y esta es la forma que hallamos tanto en los mapas del Gobierno de Navarra como en los del Instituto Geográfico Nacional de España.
El topónimo "Irulegui" (escrito Irulegi en vasco y como nombre oficial) designa al monte en el que se asienta el castillo. Hay acuerdo en que su origen está en la lengua vasca, aunque hay dos hipótesis sobre el significado original. Según unos autores procede de hirur ‘tres’ y hegi ‘ladera’. Según otros, de irun ‘fortaleza’, y -(h)egi 'sitio'.
La primera mención se realiza en latín en 1230 denominando al castillo como Hyrulegui posteriormente fue conocido como Yrurlegui, Irurlegui e Yrulegui en romance navarro. Dicho nombre fue sustituido  a partir del siglo XVIII por El Castillo o Castillo de Laquidáin. Durante los trabajos arqueológicos de 2007-2012, se excavaron la base de sus muros y se recuperó el nombre antiguo de Castillo de Irulegui.
En la Baja Navarra existe un pueblo con el mismo nombre y con grafía francesa Irouléguy, aunque pronunciado como palabra aguda como todas las del francés. Este pueblo da nombre a su vez al vino AOC Irouléguy, que se cultiva en los pueblos de la zona.

## Ascensos
Desde Laquidáin
Desde este punto hay dos itinerarios que conviene combinar. Desde el pueblo se sale por la derecha del camposanto hasta un collado en el cual se coge un sendero  que nos lleva a la cima. Por otro lado podemos bordear el cementerio dejándolo a al izquierda para seguir el camino que cruza un bosque de hayas y sale al portillo de Lizarraga a 730 metros de altitud. De allí se puede subir al Gongoragana de 895 metros de altura y coronar la sierra de Aranguren o seguir hacia el Irulegui sin mayor dificultad.
Desde Idoate
Desde Idoate se sale junto a los muros de la Iglesia de Santa Águeda y se sigue la indicación hacia la cumbre y ermita de San Miguel por donde tomamos la senda a la izquierda por la cual llegamos a la pista y de ella, un poco más adelante a la carretera hasta llegar, por una pista de tierra a la ermita y de ella a al cima siguiendo la  senda por las palomeras hasta el collado a 754 m.s.n.m. para llegar a la cara oriental de Gongoragana  y luego a la cima.
Desde Lerrutz
Se toma la pista que sale de la localidad al suroeste para llegar al collado que se encuentra a 774 metros de altitud y de allí a las palomeras desde donde, por la derecha, se accede a la cima.
Desde Ilundáin
Partiendo de Ilundáin a los poco metros por la carretera a Laquidaín se toma a derecha hasta  llegar al punto conocido como Poche de Idoate, situada ya a 715 metros de altura. De allí a la cima.
Tiempos de acceso
- Laquidáin (45 min);
- Idoate (1h);
- Lerrutz (1h).[3]